# Berejstes film
Berejstes film er en dokumentarfilm fra 1948 med ukendt instruktør.